# Loën (westfälisches Adelsgeschlecht)

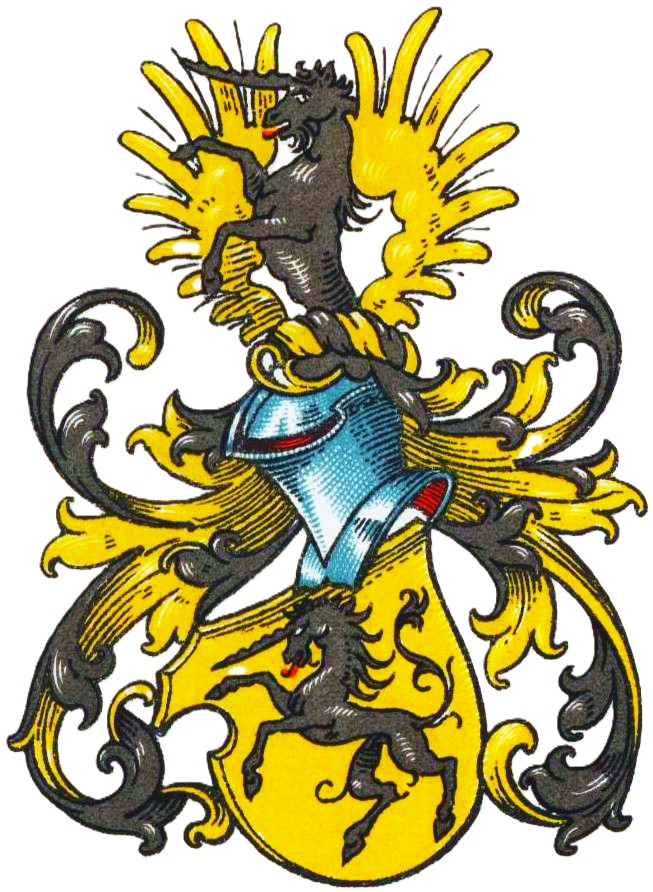
Wappen derer von Loën im Wappenbuch des Westfälischen Adels

Loën (auch Loen o. ä.) ist der Name eines aus der Grafschaft Mark stammenden westfälischen Adelsgeschlechts.
Die Familie ist zu unterscheiden von den Edelherren von Lohn und dem niederländisch-westfälischen Adelsgeschlecht Loën.

## Geschichte
Das Geschlecht hatte seinen namensgebenden Stammsitz in Iserlohn. Darüber hinaus hatte die Familie folgenden Besitz Westfalen und am Niederrhein: Ahr (ehemals Kreis Uckerath), Borg Enschede (Nije Borch), Schloss Herzford bei Lingen, Hüls (alle drei urkundlich 1650), Lohn (Soest), Burgmannlehen zu Menden (1556–1615), Olpe (Eslohe) (1644), Rath (1712), Burgmannlehen zu Burg Rüthen (1240–1512), Schweppenburg, Uffeln (heute Ostuffeln) bei Werl (1600–1702).
Erstmals tritt das Geschlecht mit Henrich de Lon, Miles, Nobilis Vir im Jahr 1220 auf. Zum Geschlecht gehörten ferner ein Godescalcus de Lon, 1295 Burgmann zu Rüthen, ein Gert von Lon (1316), ein Hermann von Lon (1320) sowie die 1371 erscheinenden Brüder Hermann und Johann von Loen, die 40 Morgen zu Hiddingchusen als Lehen erhielten. Weitere Familienmitglieder waren Bele von Loen (1373) und Godefrid/Göddert von Lon, 1466–1470 Burgmann zu Rüthen, Angela von Holzhausen, seine Frau. 1506 wurden Goddert Wrede und Gert von Loin, Bürgermeister von Rüthen, als Gefangene nach Soest gebracht, aber sofort freigelassen. 1581 erscheint Johann von Loen als kürzlich verstorbener Bürgermeister von Rüthen. Helmich von Lohen war 1581–1590 Bürgermeister von Rüthen, Tonnis von Loen 1611. 1628 erscheint Hunold von Loen, 1668 Johann, Hunold und Caspar von Loen, Erben der Familie von Bruerdinghausen.
Der Burgmannsitz zu Menden kam durch die Heirat der Erbtochter Gertrud von Thulen zu Wicheln mit Johann von Loen Mitte des 16. Jahrhunderts in die Familie. Ein Sohn der Eheleute, Caspar von Loen, heiratete Margarethe von Scheven, wodurch Burg Enschede als Erbe an die Familie fiel.

## Stammfolge
Die Frühe Stammfolge stellt sich wie folgt dar:
- N. von Loen, 1240 Bürgermeister zu Rüthen, ⚭ N. N.
  - Godschalk von Loen zu Effeloen
  - Lubbert von Loen, Burgmann zu Burg Rüthen, ⚭ Irda von Droste
    - Herman von Loen, 1322 Bürgermeister zu Rüthen, ⚭ Catharina von Ensen
      - Heineman von Loen (urkundlich 1365/6) ⚭ Catharina von Mellrich
        - Johan von Loen (1410) ⚭ Petronella von Schaphausen
          - Godfried von Loen (1427) ⚭ Engel von Holzhausen
            - Göddert von Loen (1466) ⚭ Agneta von Kanstein
              - Cordt von Loen, 1512 Bürgermeister zu Rüthen, ⚭ Eva von und zu Rudenberg
                - Johan von Loen, Sohn vom Hause Effelen, 1556 Burgmann zu Menden, ⚭ I. mit N. von Grafen, ⚭ II. mit Gertrud von Thülen zu Gut Wicheln, Erbin des Burgmannsitzes zu Menden, Tochter von Arnold von Thülen und Clara von Bönninghausen zu Apricke → Nachkommen siehe unten
                - Christoph von Loen ⚭ Catharina von Benditt aus Werl → Nachkommen siehe unten

Stammfolge der Nachkommen des Johan von Loen aus seinen Ehen mit N. von Grafen und Gertrud von Thülen:
- Johan von Loen, Sohn vom Hause Effelen, 1556 Burgmann zu Menden, ⚭ I. mit N. von Grafen, ⚭ II. mit Gertrud von Thülen zu Wicheln, Erbin des Burgmannsitzes zu Menden
  - aus I.: Herbod von Loen ⚭ N. von Schüngel zu Echthausen
    - Johann Dietrich von Loen ⚭ I. mit N. von Schorlemmer, ⚭ II. mit N. von Schade zu Schüren
      - aus II.: Mechtild von Loen († 1692), Äbtissin zu St. Aegidii in Münster

  - aus I.: Henning von Loen ⚭ I. mit Bürgerlicher, ⚭ II. mit Catharina von Bock, Tochter von Alardus von Bock und Maria von Pape
    - aus I.: Caspar von Loen, Burgmann zu Rüthen
    - aus II.: Johann Jobst von Loen († 1661), Bürger zu Köln, ⚭ I. Margarethe von Wolffkehl, Tochter von Johann von Wolffskeel und Margaretha von Heimbach, ⚭ II. Ida von Münster
      - aus I.: Anna Maria von Loen († 1700), geistlich
      - aus I.: Reinera Catharina von Loen (* 1619) ⚭ N. Krummel
      - aus I.: Ursula Josina von Loen (* 1620) ⚭ Wilhelm von Keßel
      - aus I.: Isabella Clara von Loen, geistlich in St. Caec. in Köln
      - aus II.: Berttina von Loen ⚭ N. von Boßelar
      - aus II.: Arnold von Loen (* 1647)

  - aus II.: Caspar von Loen ⚭ I. mit Margaretha von Scheven, Erbin Burg Enschede, Tochter von Rudolph von Scheven und Johanna von Senden, ⚭ II. 1602 mit Theodora von Münster
    - aus I.: Johann Rudolph Gerlach von Loen zu Borg Enschede ⚭ Casparina von Bülow, Tochter von Franz von Bülow und Gertrud Brockhusen zu Barlham
      - Franz Rudolph von Loen
      - Jobst oder Johann Casper von Loen, Hauptmann
      - Arnold Jobst Henrich von Loen, Herr zu Burg Enschede, ⚭ Janna Maria von Heerde, Tochter von Palick von Heerde zu Camphausen und Judith von Smulling
        - ein Kind (Geschlecht unbekannt)
        - ein Sohn ⚭ N. von Münster

      - Wilm Henrich von Loen
      - Alexander Maximilian von Loen
      - Constantin Ferdinand von Loen, Probst zu Heinsberg
      - Anna Sophia von Loen († 1699)

    - aus II.: Heinrich von Loen, Oberstleutnant
    - aus II.: Franz Roland von Loen zu Herzfort (urkundlich bis 1675), Rittmeister, ⚭ Marie Sophie von Loe zu Overdycke
      - Johann Casper Rötger von Loen († 1702), 1700 mit Herzford belehnt, ⚭ Wilhelmine Johanna von Walfeld zu Klinke
        - Rotgera von Loen, 1703 und 1708 mit Herzford belehnt, ⚭ Freiherr van Dongen

      - Christoph Bernard von Loen
      - Rudolph von Loen († 1679), Rittmeister in Dänemark
      - Johann Arnold von Loen

  - aus II. Christoph von Loen, Burgmann zu Menden, ⚭ Sophie von Neuhoff († 1615), Tochter des Evert von Neuhoff und der Gertrude von Syberg zu Haus Wischlingen
    - Jobst Casper von Loen († 1613, zu Menden begraben)
    - Albert von Loen, Burgmann zu Menden, Olpe, Herr zu Ahr und Schweppenburg, 1644 Oberst, ⚭ I. mit Johanna Margreth von Heyden genannt Rynsch, Erbin zu Ahr, Tochter von Johann von Heyden-Rynsch und Anna von Syberg zu Vörde, ⚭ II. mit Maria Emilia von Metternich zum Broel, Miterbin zu Hüls und Schweppenburg, Tochter von Degenhard von Metternich und Anna Margaretha von Kolff zu Vettelhoven und Schweppenburg
      - aus I.: Johann Christoph von Loen, unvermählt und kinderlos
      - aus I.: Otta Margretha von Loen ⚭ Johann Wolff von Selbach zu Eicken genannt Quadfassel
      - aus II.: Johanna Elisabeth von Loen ⚭ Johann Friedrich von Bourscheid zu Büllesheim
      - aus II.: Raab Wilhelm von Loen, † im Krieg
      - aus II.: Anna Margretha von Loen, geistlich
      - aus II.: Margreth Emilia von Loen ⚭ Georg Hermann von Gaugreben zu Godelsheim
      - aus II.: Eva Sophia von Loen ⚭ Adam Jobst von Gaugreben zu Valme und Baldeborn
      - aus II.: Johann Christoph von Loen, † jung
      - aus II.: Johann Albert von Loen, Herr zu Rhade, Olpe und Ahr, Miterbe zu Schweppenburg und Hüls, ⚭ Christine Agnes von Asbeck zu Gahr, Tochter von Bernd Henrich von Asbeck und Agnes von Rechteren zu Almelo
        - Tochter, geistlich zu Kloster Meer bei Neuss
        - Tochter, geistlich zu Hagenbeck bei Xanten
        - Sohn ⚭ N. von Loen zu Rüthen
        - Johann Werner von Loen zu Rhade, Menden, Mitherr zu Schweppenburg und Hüls, ⚭ I. mit Maria Agatha Waldbott von Bassenheim zu Königsfeld, Tochter von Johann Edmund von Bassenheim zu Königsfeld und Anna Maria von Cortenbach zu Helmond, ⚭ II. mit Maria Theresia Freiin von der Voorst zu Lombeck, Tochter von Philipp von der Voorst und Elisabeth Schall von Bell zu Lüftelberg
          - Theresia Edmunda Johann Catrin von Loen ⚭ Johann Joseph Anton Carl Graf von Taufkirchen zu Rhade und Hüls

      - aus II.: Tochter im Stift Keppel

Stammfolge der Nachkommen von Christoph von Loen und Catharina von Benditt:
- Christoph von Loen ⚭ Catharina von Benditt aus Werl
  - Wilhelm Diedrich von Loen, berühmter Rechtsgelehrter, Herr zu Uffeln (heute: Ostuffeln) bei Werl, ⚭ Elisabeth von Westrem zu Summern, Tochter von Wienold Diedrich von Westrem und Agnes von Hanxleden zu Schloss Körtlinghausen, Witwe von Berhard Lappe zu Haus Ruhr
    - Diedrich von Loen, Herr zu Uffeln, ⚭ I. 1632 mit Johanna von Menge aus Soest († 1637), ⚭ II. 1641 mit Maria von Eickel zu Brockhausen, Witwe von Johann Berswordt zu Hüsten
      - aus I.: Johann Winold von Loen, kinderlos
      - aus I.: Elisabeth von Loen († 1671), ⚭ 1652 Albert Goswin von Twifeler
      - aus II.: Diederich von Loen zu Uffeln (* ca. 1650, † 1702) ⚭ 1672 Johanna Cornelia Margaretha von Mengede zu Garbeck, Tochter von Georg Friedrich von Mengede und Beatrix Cornelia von Meschede
        - Anna Theodora von Loen, einzige Tochter, starb unverheiratet vor der Mutter

      - aus II.: Caspar von Loen († 1673), ohne eheliche Erben

## Persönlichkeiten
- Johann Bernhard von Loen (1700–1766), preußischer Generalmajor, Chef des Infanterieregiments S 56 und Ritter des Pour le Mérite sowie Erbherr von Gotterwick bei Wesel

## Wappen
- Blasonierung des Stammwappens: In Gold ein springendes schwarzen Einhorn. Auf dem schwarz-golden bewulsteten Helm mit schwarz-goldenen Helmdecken das Einhorn wachsend zwischen zwei goldenen Flügeln.[1]
- Blasonierung des vermehrten Wappens: Geviert. Felder 1 und 4 in Schwarz drei goldene Sparren übereinander; Felder 2 und 3 das Stammwappen. Auf dem schwarz-golden bewulsteten Helm mit schwarz-goldenen Decken das Einhorn wachsend.[7]

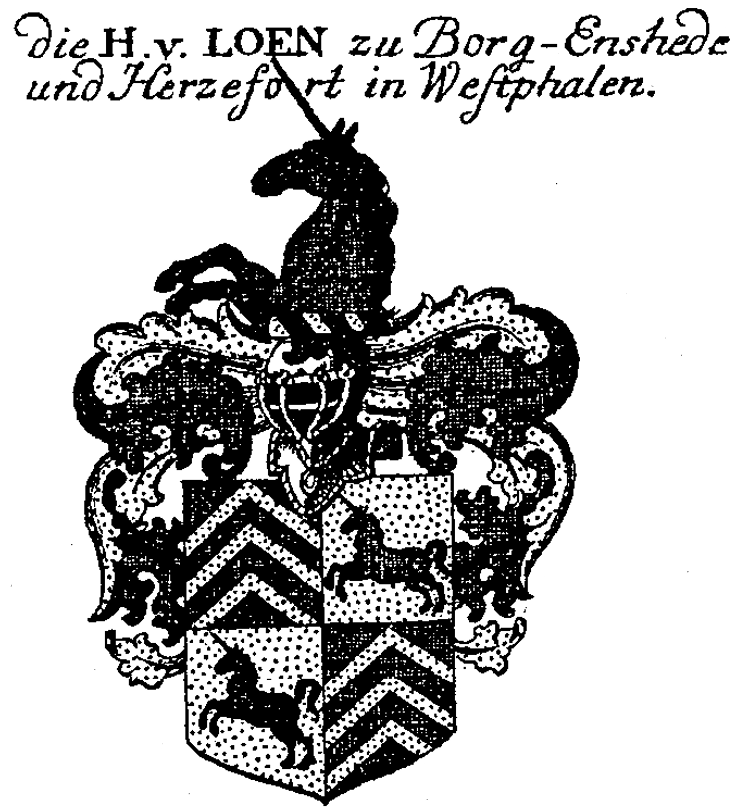
Wappen derer von „Loen zu Borg-Enshede und Herzefort in Westfalen“ in Siebmachers Wappenbuch